# Eustichia
Eustichia là một chi rêu trong họ Eustichiaceae.